# Nöjesguiden
Nöjesguiden är en svensk gratistidning med inriktning på nöje, musik, film, uteliv m.m. Nöjesguiden grundades av Ajje Ljungberg och Michael Marlow. Första numret utkom 1982 i Malmö.

## Historik
1982 på senvåren kom det första numret av Nöjesguiden ut i Malmö. Ambitionen var att ge Malmö en lokaltidning som tog stadens krog- och uteliv på allvar. Det första numret var på 16 sidor och tidningen kom under de första åren ut fyra gånger om året. Ajje Ljungberg och Michael Marlow drev sedan tidningen i nästan 20 år. Nöjesguiden var annonsfinansierad och distribuerades gratis via tidningsställ där redaktionen uppfattade att deras unga målgrupp fanns. Ljungberg hittade skribenterna via vänner och bekanta. Under 1980-talet var Stig Vig en återkommande skribent.
| ”                                                | Nöjesguiden ger dig adresserna till stadens mötesplatser. Vi öppnar dörrar till ställen som du inte trodde fanns. Vi presenterar människorna som sätter fart på stan. Och vi gör det med en öl i högra handen och ett glas champagne i den vänstra. | „ |
| – Nöjesguidens filosofi, Nöjesguiden no. 1, 1982 | |   |

År 1985 startades en redaktion i Stockholm som drevs av Mats Weman och Per Andersson. År 1987 startades tidningens Göteborgsredaktion. 1988 startades den norska versionen av tidningen kallad NATT&DAG, den ges än idag (2024) ut. Det har även funnits danska och finska versioner av Nöjesguiden, men de har inte blivit lika långvariga. Finskspråkiga Nöjesguiden köptes år 2005 upp av Sanoma-koncernen, men som ändrade namnet till "V". Våren 2007 nedlades tidningen av Sanomat.
Under 1990-talet infördes ett betygssystem med gubbar av varierande humör som fortfarande används och som kommit att bli Nöjesguidens signum. Intervjuformatet Döskalle och Mästerligt, med anonyma figurer som ställer omväxlande hårda och snälla frågor, lanserades 1998 och har också använts under många år. Nöjesguiden anses ha varit mycket tongivande i slutet av 1990-talet. Evenemanget Nöjesguidenpriset var på den tiden mycket påkostat och uppmärksammat.
År 2001 sålde Ajje Ljungberg och Michael Marlow Nöjesguiden. Under 2010-talet fick tidningen en mer uttalat politisk framtoning. I ett nummer 2012 bytte dåvarande chefredaktören Margret Atladottir ut alla pronomen i tidningen till hen, vilket väckte uppmärksamhet.
Kända profiler i tidningen har bland annat varit redaktören Carl Reinholdtzon Belfrage som blivit känd för sina ibland mycket provocerande krönikor. Tidningen har ofta väckt uppmärksamhet för deras hårda recensioner. Andra profiler som skrivit i Nöjesguiden är Fredrik Sahlin, Jan Gradvall, Per Andersson, Jane Magnusson och Clara Mannheimer.
PSI Spelinvest AB (publ) (”PSI”), ett noterat bolag på First North, köpte våren 2010 Nöjesguiden Holding AB (”Nöjesguiden”). Innan dess hade Nöjesguiden varit i finsk ägo sedan 2001 då grundarna Ljungberg och Marlow sålde Nöjesguiden till Aktivist Network. I maj 2016 köptes Nöjesguiden av HKM Media Group AB. I februari 2024 gick flera bolag kopplade till Nöjesguiden i konkurs. Sammanlagt hade bolagen runt tidningen skatteskulder på tio miljoner kronor. Tidningen kunde emellertid överleva tack vare att verksamheten flyttade till moderbolaget.

## Prisgalor
Malmöpriset delades första gången ut i Galateatern (nuvarande Slagthuset) av Nöjesguiden i januari 1992 under namnet "Nöjesguidens bästa". 1992 debuterade även Stockholmspriset, och 1993 delades Göteborgspriset ut för första gången. Samlingsnamnet för alla priser är Nöjesguidenpriset. Juryn består av respektive redaktion samt specialkunniga från de tre städerna. Priset delas ut i ett dussin kategorier som kretsar kring utelivet - klubb, krog, musik, film, nöjesförbättrare mm. 
Nöjesguidens systertidning Natt & Dag i Oslo delar också årligen ut Osloprisen, liksom danska (numera nerlagda) Nat & Dag länge delade ut Københavnerprisen. 
Till priset "nomineras personer och företeelser som har betytt extra mycket under det gångna året, och som inspirerar och stimulerar andra till att överträffa sig själva under det kommande. Med andra ord: Städernas lokomotiv".
Nöjesguidens prisgalor (Stockholmspriset, Malmöpriset, Göteborgspriset och Osloprisen) har kopierats av bl.a. På Stan-bilagan i Dagens Nyheter i Stockholm (Gulddraken). Tidningen City i Finland utvecklade motsvarande pris, (Stadin paras), år 1987.

## Tidigare medarbetare (i urval)
- Ebba Adielsson
- Kristina Adolfsson
- Parisa Amiri
- Per Andersson
- Tomas Andersson Wij
- Anna Björkman
- Quetzala Blanco
- Viggo Cavling (red)
- Niklas Eriksson
- Maria G Francke (red)
- Julia Frändfors
- Martin Gelin
- Jimmy Håkansson
- Jan Gradvall
- Lotte Ivarson Sandén (red sekr)
- Michael Gill
- Johanna Koljonen
- Frasse Levinsson
- Myrna Lorentzson
- Larz Lundgren
- Jane Magnusson
- Håkan Menfors (AD)
- Lisa Milberg
- Lars Nylin
- Marie Olofsson
- Ann Persson (red)
- Carl Reinholdtzon Belfrage
- Fredrik Sahlin
- Greta Schüldt
- Fredrik Strage
- Carl M Sundevall
- David Sundin
- Kristoffer Triumf
- Stig Vig
- Mats Weman (red)
- Roger Wilson

## Lista över chefredaktörer
- 1982 – 1991 Ajje Ljungberg
- 1991 – 1995 Mattias Hansson (Stockholm)
- 1991 – 1995 Johan Croneman (Göteborg/Malmö)
- 1991 – 1995 Martin Theander (Malmö/Göteborg)
- 1995 –1996 Clara Mannheimer
- 1996 – 1999 Martin Jönsson[4]
- 1999 – 2007 Daniel Sparr[4]
- 2007 – 2008 Hannes Dükler[5]
- 2008 – 2013 Margret Atladottir[6]
- 2013 – 2015 Amat Levin[7]
- 2015 – 2018 Jenny Nordlander[8]
- 2018 – 2024 Pelle Tamleht[8]
- 2024 – Frasse Levinsson[9]